# Кирилл (Сахаров)
Игу́мен Кири́лл (в миру Александр Сергеевич Сахаров; 22 октября 1957, Артёмовск, Ворошиловградская область) — священнослужитель Русской православной церкви, игумен, настоятель московского храма святителя Николая на Берсеневке. Публицист, общественный деятель. Кандидат богословия.

## Биография
Родился 22 октября 1957 года в шахтёрской семье. Ещё учась в школе, интересовался богослужением и религиозными вопросами, получая фактическую информацию в том числе из атеистической литературы. Посещал церковь, регулярно читал «Православний вісник» на украинском языке — единственное доступное ему в то время православное издание. В старообрядческом храме села Городище впервые познакомился со старообрядчеством.
В 1979 году окончил исторический факультет Московского государственного педагогического института. После окончания института около месяца работал в сельской школе учителем истории. Ему было предложено уволиться по собственному желанию из-за посещения храма.
В октябре 1979 года поступил в число братии Почаевской лавры, где прошёл послушания трапезника, пономаря, помощника келаря, келейника наместника. В 1980 году вынужден был покинуть Почаевскую лавру: «В лавру приехала комиссия из Киева, всю молодёжь стали брать на контроль — чем занимается, где прописан и так далее, и я был вынужден уехать. В последний момент, возвратившись с автостанции, я испросил благословения на поступление в Московские духовные школы у известного архимандрита Амвросия (Юрасова), который тогда был в лавре, и действительно поступил в Московскую духовную семинарию».
В 1983 году окончил Московскую духовную семинарию и поступил в Московскую духовную академию (МДА). В том же году принят в братию вновь открытого Свято-Данилова монастыря в Москве.
В 1985 году был пострижен в рясофор с именем Борис. 12 июля того же года рукоположён в сан иеродиакона. В 1986 году пострижен в мантию с именем Кирилл. В монастыре был библиотекарем, летописцем, экскурсоводом, звонарём, уставщиком, помощником благочинного, директором  и преподавателем литургики в воскресной школе.
В 1987 году окончил Московскую духовную академию. В 1989 году защитил в МДА диссертацию на соискание степени кандидата богословия за работу «Преподобный Паисий Величковский как продолжатель исихастской традиции».
4 октября 1987 года митрополитом Одесским и Херсонским Сергием (Петровым) был рукоположён в сан иеромонаха.
В 1989 году основал «Даниловский листок» — первое печатное издание этого монастыря: «Это издание пользовалось некоторой популярностью, удалось издать ровно 100 выпусков».
С 9 июня 1992 года — настоятель московского храма святителя Николая на Берсеневке с оставлением в числе братии Свято-Данилова монастыря. В 1993 году был возведён в сан игумена.
За время его настоятельства был отремонтирован храм и обустроена прихрамовая территория. Богослужения в храме проходят по полному чину без сокращений, с древним знаменным пением, практикуются только частная исповедь и погружательное крещение. По словам игумена Кирилла, его храм «практикует старообрядный, а лучше, древнерусский чин», находясь при этом в юрисдикции Московского патриархата (в связи с этим церковь нередко упоминается как «храм Николы на Берсеневке» — такая формулировка соответствует древнерусской традиции). При храме издаётся газета «Берсеневские страницы», в которой, в частности, публикуются проповеди и поучения его настоятеля. Община несколько лет опекала среднюю школу № 19 имени Белинского, расположенную в центре Москвы и больницу № 83 на Ореховом бульваре.
Храм святителя Николая на Берсеневке стал единственным московским храмом, отказавшимся принять ИНН и ОГРН. Своё решение приход мотивировал религиозными соображениями, нежеланием втягиваться в «глобалистскую сеть» и участвовать в создании «электронного концлагеря». Кроме того, игумен Кирилл отказался принять новый российский паспорт, утверждая, что он «напичкан оккультной символикой». В связи с такой позицией существенно осложнились отношения прихода с государственными органами и церковными властями — в 2003 году обсуждался вопрос об упразднении общины (посредством присвоения храму статуса патриаршего подворья), в 2006 года — о замене настоятеля храма. По словам игумена Кирилла, избежать ликвидации общины помогла «помощь Божия, прежде всего»:

Она явственно ощущалась. Было мироточение иконы преподобного Сергия в день отказа от принятия ИНН, иконы праведного Ноя в день отказа от номера госреестра и ещё ряд знаменательных моментов мистического плана. К примеру, одна женщина очень молилась несколько дней и ночей святителю Николе о том, как жить ей, не принявшей ИНН и новый паспорт, без пенсии, в которой ей было отказано? В какой храм ей теперь ходить, где молиться? С её слов, однажды ночью, в чутком (тонком) сне ей было сказано несколько раз: «Берсень… Берсеневка…». Спрашивая у людей и ища в справочнике, она, таким образом, и пришла в храм святителя Николы на Берсеневке, который тоже не принял ИНН.

Одна из сторон деятельности прихода — помощь в восстановлении церковной жизни в сёлах Воронежской и Тверской областей. Прихожане под руководством настоятеля ездили по деревням, устанавливали поклонные кресты, у которых впоследствии собираются по воскресным и праздничным дням члены вновь созданных церковных общин. Кроме того, организуются сельские библиотеки духовной литературы. Ещё одна цель таких поездок — побудить сельских жителей к восстановлению полуразрушенных храмов. По воспоминаниям игумена Кирилла, они приезжали в какую-либо деревню, где был порушенный храм,

вешали колокола на дереве, начинали трезвон. Люди ничего сначала не понимали, потом собирались к церкви. Служим молебен, затем проповедь, общая трапеза. Потом приглашаем всех на трудовой час. Бывали настоящие чудеса. Помню, через полтора месяца после нашего появления в селе Ерышевка получаю письмо от местных жителей, в котором мне они сообщают, что уже покрыли крышу, настелили полы, вставили окна и даже цветники вокруг церкви разбили.

## Церковно-общественная деятельность
Игумен Кирилл являлся активным и последовательным сторонником канонизации царя Николая II и его семьи. В храме святителя Николая на Берсеневке  был совершён неканонический и по сути противоречащий догматам православной Церкви «чин соборного покаяния русского народа» (подобный чин совершался в Тайнинской) в грехе «попущения цареубийству» (никаких соборных покаяний православная традиция не знает), позднее получивший распространение среди консервативной части клира и околоцерковных фундаменталистов.
Игумен Кирилл многократно посещал Украину, где совершал богослужения в различных храмах, часто проповедовал. Является убеждённым противником автокефалии Украинской православной церкви. Он активно выступал в поддержку православных сербов, в том числе в косовском вопросе. Так, в 1999 году во время бомбардировок Югославии игумен Кирилл провёл крестный ход, завершившийся молебном на территории храма. 3 апреля 2004 года он отслужил в Москве на Горбатом мосту молебен «За победу сербских братьев над супротивными». 26 февраля 2006 году в церкви святого Николая на Берсеневке за Божественной литургией «были вознесены сугубые молитвы о многострадальном Косове. Были помянуты иерархи Сербской православной церкви во главе со Святейшим Патриархом Павлом, узники Гаагского трибунала, гонимые сербские патриоты».
В марте 2007 игумен Кирилл поддержал обращение епископа Анадырского и Чукотского Диомида (Дзюбана) с резкой критикой экуменической деятельности Московской патриархии. По его словам, «епископ Диомид сказал то, о чём многие говорят давно. Экуменизм никуда не ушёл, совместные молитвы, пусть не так открыто и широко, как раньше, имеют место».
4 апреля 2012 года принят в Союз писателей России.

### Союз православных братств
В 1991—1997 годах — председатель Союза православных братств, организации, объединяющей консервативную часть клириков и мирян Русской православной церкви, выступающих против экуменизма и за «строгое» следование православной традиции (оппоненты называют участников союза «фундаменталистами»). В 1997—2007 годах был членом совета и ответственным секретарём Союза православных братств. Председатель и духовник Православного братства во имя Всех Святых, в земле Российской просиявших. Духовник Свято-Троицкого православного братства.
В 2007 года в Союзе православных братств произошёл конфликт. Решением действующего на тот момент духовника Союза отца Павла (Поваляева) было временно (до очередной конференции Союза) приостановлено осуществление функций председателя Союза Леонида Симоновича-Никшича, одновременно являвшегося главой Союза православных хоругвеносцев. В ответ сторонники Симоновича-Никшича заявили об исключении из Союза игумена Кирилла. 9 августа 2007 года на внеочередной отчётно-выборной конференции Союза было принято решение о размежевании с «хоругвеносцами» и избрании двух сопредседателей — игумена Кирилла и председателя Союза православных братств Украины Валентина Лукияника. Симонович-Никшич этого решения не признал.
В 2007 году игумен Кирилл поддержал на выборах в Государственную думу Аграрную партию России: руководитель её отдела по культуре, искусству и духовному воспитанию Владимир Фролов — один из лидеров Союза православных братств. Ранее, на выборах 2003 года, он голосовал за избирательный блок «Родина».

### Игумен Кирилл и Союз русского народа
В ноябре 2005 года игумен Кирилл присутствовал на молебне во время открытия учредительного съезда Союза русского народа (СРН), лидером которого был скульптор Вячеслав Клыков. После кончины Клыкова его преемником был избран генерал Леонид Ивашов. После генерала Ивашова возглавил Дмитрий Меркулов.

## Труды
- Иностранцы о Русской Церкви XVI-XVII вв.
- Воспоминания. Книга 1. М., 2008.
- Воспоминания Книга 2. М., 2011
- Воспоминания. Книга 3, М., 2013
- Воспоминания. Книга 4, М., 2014
- Воспоминания. Книга 5. М., 2017
- Воспоминания. Книга 6. М., 2018
- Воспоминания. Книга 7. М., 2019
- "На душе отрадно - Русь еще жива!" Воспоминания. Книга 8, М., 2020
- Воспоминания. Книга 9